# 후안 바르바스
후안 알베르토 바르바스(스페인어: Juan Alberto Barbas, 1959년 8월 23일, 부에노스 아이레스 주 산 마르틴 ~)는 아르헨티나의 전 축구 선수로, 현역 시절 공격형 / 수비형 미드필더로 활약했다. 그는 아르헨티나, 스페인, 이탈리아, 그리고 스위스의 다수 구단에서 활약한 후 2009년 라싱 클루브의 감독을 맡기도 했다.

## 클럽 경력
바르바스는 1977년, 아르헨티나 프리메라 디비시온에 속한 라싱 클루브에서 현역 신고식을 치렀다. 이후 그는 스페인으로 건너가 사라고사에서 활약한 후, 이탈리아 레체와 스위스의 로카르노와 시옹에서 활약했다.
바르바스는 시옹의 1991-92 시즌 스위스 슈퍼리그를 우승한 선수단 일원이었다.
로카르노에서 1년을 더 보낸 바르바스는 아르헨티나로 복귀해 우라칸을 잠깐 거쳐 하부 리그로 내려가 알바라도와 올 보이스에서 더 활약한 후 1997년에 현역에서 은퇴했다.

## 국가대표팀 경력
바르바스는 1979년 FIFA 세계 청소년 축구 선수권 대회를 우승한 아르헨티나 U-20 국가대표팀 일원으로 이후 아르헨티나 국가대표팀 경기에 33경기 출전했으며, 1982년 FIFA 월드컵에도 참가했다.

## 플레이스타일
공격적인 미드필더로, 골 냄새를 맡을 수 있는 바르바스는 축구장에서 넓은 시야와 중거리에서 공을 차 넣는 능력이 있었다. 그는 직접 프리킥의 전문가이기도 했다.

## 감독 경력
2009년 10월 13일, 라싱 클루브는 구단의 전 선수였던 그를 리카르도 카루소 롬바르디의 대행 감독으로 불러들였다.

## 수상

### 클럽
시옹
- 스위스 슈퍼리그: 1991–92

### 국가대표팀
아르헨티나 U-20
- FIFA 세계 청소년 축구 선수권 대회: 1979